# Telostylus maccus
Telostylus maccus är en tvåvingeart som beskrevs av Osten Sacekn 1882. Telostylus maccus ingår i släktet Telostylus och familjen Neriidae.
Artens utbredningsområde är Filippinerna. Inga underarter finns listade i Catalogue of Life.